# Сенгос
Сенгос — поселок в Устьянском районе Архангельской области.

## География
Находится в южной части Архангельской области на расстоянии приблизительно 115 км на восток по прямой от административного центра района поселка Октябрьский у одноименной станции Северной железной дороги.

## История
Поселок появился при станции Сенгос, открытой в 1942 году. С 1950 до 2001 года здесь действовала узкоколейная железная дорога, обслуживавшая местный лестрансхоз, принадлежавший Винницкой и Львовской железным дорогам. До 2022 года входил в Киземское сельское поселение до его упразднения.

## Население
| 2002 | 2010 | 2012 |
| ---- | ---- | ---- |
| 204  | ↘96  | →96  |

Численность населения: 203 человека (русские 91 %) в 2002 году, 96 в 2010.